# Tilen Kodrin
Tilen Kodrin (Celje, 14 de mayo de 1994) es un jugador de balonmano esloveno que juega de extremo izquierdo en el VfL Gummersbach. Es internacional con la selección de balonmano de Eslovenia con la que debutó en 2016.
Con la selección logró la medalla de bronce en el Campeonato Mundial de Balonmano Masculino de 2017.

## Palmarés

### Celje
- Liga de balonmano de Eslovenia (7): 2015, 2016, 2017, 2018, 2019, 2020, 2022
- Copa de Eslovenia de balonmano (4): 2015, 2016, 2017, 2018
- Supercopa de Eslovenia de balonmano (3): 2015, 2016, 2017

## Clubes
- RK Maribor Branik (2013-2014)
- RK Celje (2014-2022)
- VfL Gummersbach (2022- )